# 못꼿 사원

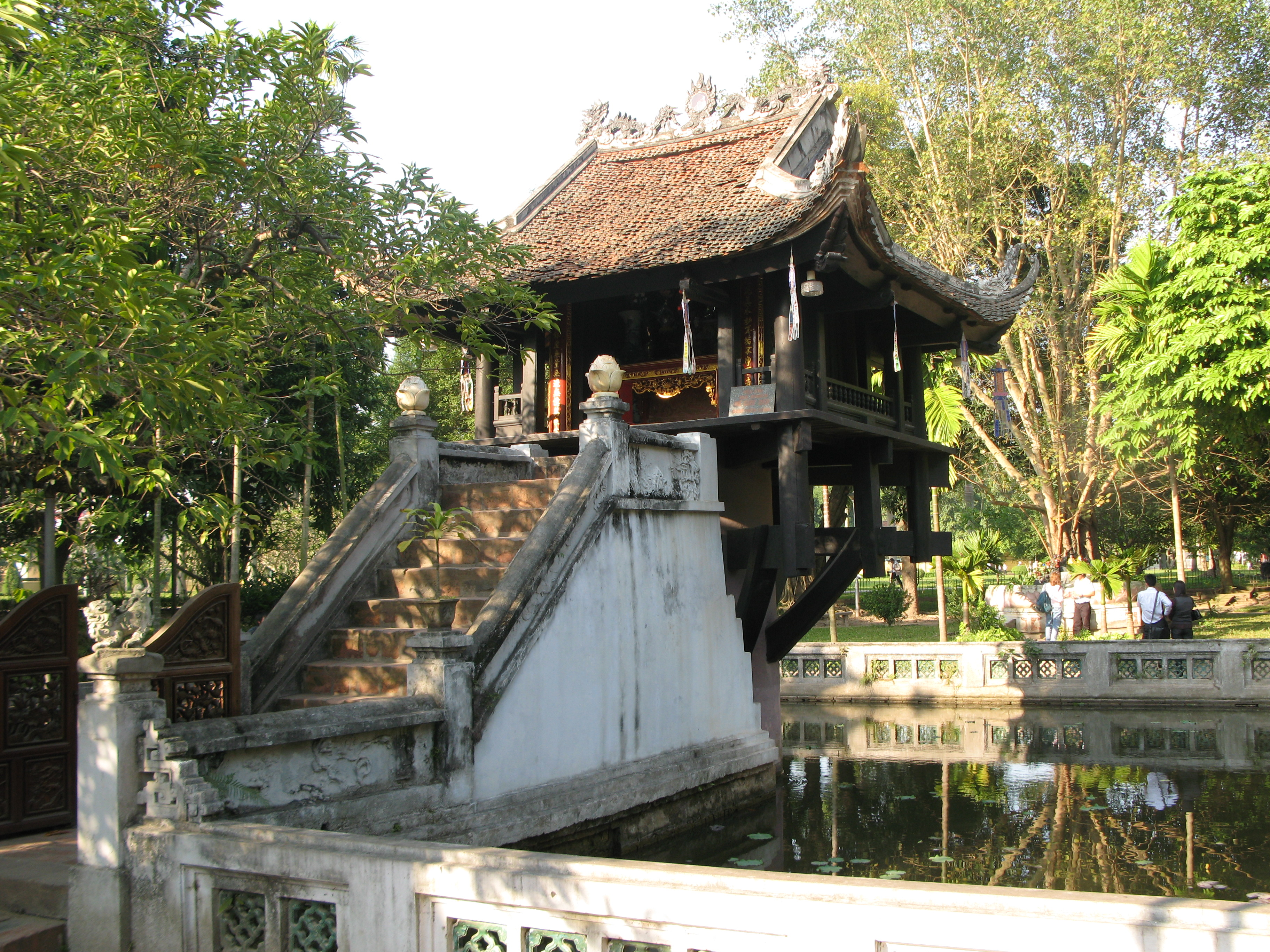
못꼿 사원

못꼿 사원(베트남어: Chùa Một Cột, 一柱寺)은 베트남 하노이에 있는 절이다. 하노이를 상징하는 고사찰로, 1049년 리 왕조의 창건자인 리 태종이 건설했다. 사원의 주춧돌 직경은 1.25m에 달한다. 1954년 청야전으로 훼손되었으나 다시 복원되었다.